# Heiraten verboten
Der Film Heiraten verboten (Alternativtitel: Der Glockenkrieg, Liebe, Glocken und a Gaudi sowie Hochwürden greift ein – Heiraten verboten!) entstand 1957 unter der Regie von Heinz Paul und ist eine Verfilmung des Romans Der Glockenkrieg von Ernst Wolfgang Freissler aus dem Jahr 1927. 1983 entstand mit dem Fernsehfilm Der Glockenkrieg eine weitere Adaption des Stoffes.

## Handlung
Die Bewohner der Ortschaften Summering und Schellenberg streiten sich um den Sauwald, der zwischen den beiden Gemeinden liegt. Nachdem der Wald jahrhundertelang zur Gemeinde Summering gehört hatte, wurde er nun gerichtlich Schellenberg zugesprochen. Der Streit eskaliert, als die Summeringer behaupten, die Nachbarn würden ihnen mit den Kirchenglocken die Gewitter zutreiben. In diesem Glockenkrieg werden in Summering die Kirchenglocken gegen Kuhglocken ausgetauscht.
Den Summeringer Mädchen wird es untersagt, sich mit Schellenberger Burschen zu treffen. Schließlich rebellieren die Schellenberger Junggesellen und die Summeringer Mädchen. Nur die Liebe und die Ortspfarrer können den Konflikt noch schlichten.

## Kritiken
„Bedauerlich primitiver Schwank, geschmacklos, ohne besseren Humor und mit verletzender Einbeziehung religiöser Requisiten.“

„Herkömmlicher Bauernschwank mit dümmlichen Geschmacksverirrungen.“